# Словачка круна
Словачка круна (словачки: slovenská koruna, ИСО 4217: SKK) је била званична валута Словачке од 1993, када је заједно са чешкон круном заменила пређашњу чехословачку круну, до укидања 1. јануара 2009, када је замењена евром.
Име валуте значи круна на словачком па се тако и преводи. Међународни код валуте је SKK. Једна круна дељена је на 100 халера. Један евро вреди 30 круна. Годишња инфлација у 2008. била је око 2%.
Током Другог светског рата такође је постојала словачка круна (koruna slovenská - различит распоред речи од данашње валуте) али се данашња Словачка не изјашњава као наследних нацистичке Словачке те ни данашња валута није наследнила некадашњу већ је у питању потпуно нова.
Новац је издавала и њиме управљала Словачка Народна банка.
Постојале су кованице од 50 халера и 1,2,5,10 круна као и новчанице у вредности од 20, 50, 100, 200, 500, 1000 и 5000 круна.